# Alcalus
Alcalus is een geslacht van kikkers uit de familie Ceratobatrachidae en de onderfamilie Alcalinae. De groep werd voor het eerst wetenschappelijk beschreven door Rafe Marion Brown, Cameron D. Siler, Stephen J. Richards, Arvin Cantor Diesmos en David Charles Cannatella in 2015.
Er zijn vijf soorten inclusief de pas in 2011 wetenschappelijk beschreven soort Alcalus rajae. De verschillende soorten komen voor in delen van Azië en leven in de landen Brunei, de Filipijnen, Indonesië, Maleisië en Thailand, en mogelijk in Myanmar.

## Taxonomie
Geslacht Alcalus
- Soort Alcalus baluensis
- Soort Alcalus mariae
- Soort Alcalus rajae
- Soort Alcalus sariba
- Soort Alcalus tasanae

Onderfamilie Alcalinae

Geslacht Alcalus
Onderfamilie Ceratobatrachinae

Geslacht Cornufer

Geslacht Platymantis
Onderfamilie Liurananinae

Geslacht Liurana